# Sent Marc dau Buçon
Sent Marc a Frongiér (en francès Saint-Marc-à-Frongier) és una comuna (municipi) de França, a la regió de la Nova Aquitània, departament de la Cruesa, al districte i cantó d'Aubusson.
La seva població al cens de 1999 era de 348 habitants. Està integrada a la Communauté de communes d'Aubusson-Felletin.

## Demografia
| 1968 | 1975 | 1982 | 1990 | 1999 |
| ---- | ---- | ---- | ---- | ---- |
| 394  | 367  | 376  | 407  | 348  |

## Administració
| Període   | Identitat       | Partit |
| --------- | --------------- | ------ |
| 1983-2008 | André Rougier   |        |
| 2008-     | Georges Lecourt |        |